# Aufidus (geslacht)
Aufidus is een geslacht van halfvleugeligen uit de familie schuimcicaden (Cercopidae). De wetenschappelijke naam van dit geslacht is voor het eerst geldig gepubliceerd in 1863 door Stål.

## Soorten
Het geslacht Aufidus omvat de volgende soorten:
- Aufidus alboater Walker, 1870
- Aufidus australensis (Kirkaldy, 1906)
- Aufidus balteatus Distant, 1914
- Aufidus bicolor (Fallou, 1890)
- Aufidus biplagiatus (Schmidt, 1920)
- Aufidus bloetei Lallemand, 1957
- Aufidus conterminus Distant, 1916
- Aufidus costalis Lallemand, 1939
- Aufidus crassivena Walker, 1870
- Aufidus divergens Lallemand, 1939
- Aufidus edmundi Jacobi, 1921
- Aufidus egregius Schmidt, 1928
- Aufidus erebus Distant, 1908
- Aufidus floresinus Lallemand, 1939
- Aufidus furcatus Jacobi, 1921
- Aufidus fuscomaculatus Lallemand & Synave, 1953
- Aufidus hilaris Walker, 1870
- Aufidus hopkinsi Lallemand, 1928
- Aufidus hyalinipennis (Schmidt, 1910)
- Aufidus insularis Lallemand, 1927
- Aufidus kolleri (Lallemand, 1912)
- Aufidus latifasciatus (Schmidt, 1910)
- Aufidus lieftincki Lallemand, 1939
- Aufidus lucidus Jacobi, 1928
- Aufidus malekulanus Lallemand, 1939
- Aufidus niger Lallemand, 1927
- Aufidus nigrinervis (Schmidt, 1910)
- Aufidus nilgiriensis Lallemand, 1927
- Aufidus nox (Schmidt, 1910)
- Aufidus pallidus Lallemand, 1949
- Aufidus papuanus Distant, 1908
- Aufidus princeps Blöte, 1957
- Aufidus quadrifasciatus Blöte, 1957
- Aufidus quinquepunctatus Lallemand & Synave, 1953
- Aufidus rossi Lallemand & Synave, 1953
- Aufidus samoanus Lallemand, 1928
- Aufidus schoutedeni (Schmidt, 1909)
- Aufidus shillonganus Distant, 1916
- Aufidus siotanus Lallemand & Synave, 1953
- Aufidus spectabilis Distant, 1908
- Aufidus toxopeusi Blöte, 1957
- Aufidus tricolor Walker, 1870
- Aufidus trifasciatus Stål, 1863
- Aufidus tripars Walker, 1870
- Aufidus variabilis (Schmidt, 1910)
- Aufidus wagneri Lallemand, 1931
- Aufidus zebrinus (Distant, 1908)